# چسواف وویکو
چسواف وُوِیکو (لهستانی: Czesław Wołłejko؛ ‏ ۱۷ مارس ۱۹۱۶ – ۷ فوریهٔ ۱۹۸۷) بازیگر اهل لهستان بود.
از فیلم‌هایی که وی در آن نقش داشته‌است، می‌توان به جوانی شوپن، جمهوری امید، سرگذشتی با یک ترانه، ماجراهای میخاو، کوپرنیک، قماری بالاتر از زندگی، دانتون، گهواره، بال‌های سیاه و عروسی اشاره کرد.